# نازار ناجاریان
نازار ناجاریان (ارمنی: Նազար Նաջարյան؛ ح. ۲۴ ژوئیهٔ ۱۹۵۹ - ۴ اوت ۲۰۲۰) یک سیاستمدار ارمنی‌تبار اهل لبنان و دبیرکل حزب «الکتائب اللبنانیه» بود. 
وی از جمله افرادی بود که در مجموعه انفجارها در بندر بیروت مجروح شد. او پس از انتقال به بیمارستان، بر اثر جراحات وارده درگذشت.